# Палац Тодеско
Палац Тодеско — палац Рінгштрассе у Відні, Австрія, побудований із 1861 по 1864 рік за планами архітектора Теофіла Гансена.
Він був побудований для аристократичної родини Тодеско. Однією з мешканок була баронеса Софі Тодеско, яка заснувала відомий салон для художників та інтелектуалів.
З 1947 по 1995 рік у палаці була штаб-квартира Австрійської народної партії.